# Rhynchosia sublobata
Rhynchosia sublobata är en ärtväxtart som först beskrevs av Julius Heinrich Karl Schumann, och fick sitt nu gällande namn av Robert Desmond Meikle. Rhynchosia sublobata ingår i släktet Rhynchosia och familjen ärtväxter. Inga underarter finns listade i Catalogue of Life.